# Comté de Warren (New Jersey)
Pour les articles homonymes, voir Comté de Warren.
Le comté de Warren (en anglais : Warren County) est un comté situé dans l'État du New Jersey, aux États-Unis. Son siège est Belvidere. Sa population s'élève à 109 632 habitants en 2020. Il fait partie de la région urbaine du Grand New York.

## Histoire
Fondé en 1824 à partir du comté de Sussex, le comté de Warren est nommé d'après Joseph Warren, l'un des Pères fondateurs des États-Unis, tué au combat à la bataille de Bunker Hill (1775).

## Comtés adjacents
Le comté de Warren se situe dans le nord-ouest du New Jersey, à la frontière avec la Pennsylvanie. Ses comtés limitrophes sont :
- Comté de Sussex au nord-est
- Comté de Morris à l'est
- Comté de Hunterdon au sud-est
- Comté de Bucks (Pennsylvanie) au sud-ouest
- Comté de Northampton (Pennsylvanie) à l'ouest
- Comté de Monroe (Pennsylvanie) au nord-ouest